# Florentia San Gimignano SSD
Florentia San Gimignano SSD – włoski klub piłki nożnej kobiet, mający siedzibę w mieście Florencja, na północy kraju.

## Historia
Chronologia nazw:
- 2015: Calcio Femminile Florentia SSD
- 2019: Florentia San Gimignano SSD

Klub piłkarski Calcio Femminile Florentia SSD został założony w miejscowości Florencja 4 października 2015 roku. W sezonie 2015/16 startował w Serie D. Po wygraniu grupy zdobył promocją do Serie C Toscana. Następny sezon 2016/17 zakończył znów na pierwszym miejscu i awansował do Serie B. W sezonie 2017/18 zwyciężył w grupie A Serie B, zdobywając historyczny awans do Serie A. Latem 2019 klub zmienił nazwę na Florentia San Gimignano SSD.

## Sukcesy

### Trofea międzynarodowe
Nie uczestniczył w rozgrywkach europejskich (stan na 31-05-2018).

### Trofea krajowe
| \| \| Zdobyte trofea w rozgrywkach Włoch (stan na: 31-05-2018) \| |                                                          |      |                   |
| Rozgrywki                                                         | Osiągnięcie                                              | Razy | Sezon(y)          |
| Mistrzostwo                                                       | I miejsce                                                | 0    |                   |
| Mistrzostwo                                                       | II miejsce                                               | 0    |                   |
| Mistrzostwo                                                       | III miejsce                                              | 0    |                   |
| Mistrzostwo                                                       | ?.miejsce                                                | 1    | 2018/19           |
| Puchar                                                            | zdobywca                                                 | 0    |                   |
| Puchar                                                            | finalista                                                | 0    |                   |
| Puchar                                                            | 1/16 finału                                              |      | 2017/18           |
| II liga                                                           | I miejsce                                                | 1    | 2016/17 (grupa A) |
| II liga                                                           | II miejsce                                               | 0    |                   |
| II liga                                                           | III miejsce                                              | 0    |                   |
| Włochy                                                            | Zdobyte trofea w rozgrywkach Włoch (stan na: 31-05-2018) |      |                   |

- Serie C Toscana (III poziom):
  - mistrz: 2015/16

- Serie D Toscana (IV poziom):
  - mistrz: 2014/15

- Coppa Italia Regionale femminile:
  - zdobywca: 2016/17

- Coppa Toscana femminile:
  - zdobywca: 2015/16; 2016/17

## Stadion
Klub rozgrywa swoje mecze domowe na stadionie Centro Sportivo "Ascanio Nesi" w Tavarnuzze niedaleko Florencji, który może pomieścić 1000 widzów.